# TLC: Tables, Ladders & Chairs (2016)
TLC: Tables, Ladders & Chairs (2016) foi um evento de luta livre profissional produzido pela WWE, transmitido em formato pay-per-view e pelo WWE Network que ocorreu em 4 de dezembro de 2016 no American Airlines Center na cidade de Dallas, Texas, e que contou com a participação dos lutadores do SmackDown. Este foi o oitavo evento da cronologia do TLC: Tables, Ladders & Chairs e o décimo quarto pay-per-view de 2016 no calendário da WWE.

## Antes do evento
TLC: Tables, Ladders & Chairs teve combates de luta profissional de diferentes lutadores com rivalidades e histórias pré-determinadas que se desenvolveram no SmackDown - programa de televisão da WWE, tal como no programa transmitido pelo WWE Network — Main Event. Os lutadores interpretaram um vilão ou um mocinho seguindo uma série de eventos para ganhar tensão, culminando em várias lutas.
No No Mercy, AJ styles derrotou Dean Ambrose e John Cena para manter o Campeonato Mundial da WWE. No SmackDown de 25 de outubro, Ambrose derrotou Styles por desqualificação depois deste último ser atacado por James Ellsworth. Uma revanche ocorreu na semana seguinte, com Ambrose derrotando Styles e se tornando desafiante ao título novamente. No Talking Smack depois do show, o comissário Shane McMahon anunciou que o confronto aconteceria no TLC e seria uma luta Tables, Ladders, and Chairs.
No SmackDown de 15 de novembro, The Miz derrotou Dolph Ziggler em uma revanche para ganhar novamente o Campeonato Intercontinental. No Survivor Series ele também manteve o título contra o lutador do Raw Sami Zayn. No SmackDown de 22 de novembro, The Miz regozijou-se sobre sua vitória controversa, mas foi então programado para defender o título contra Kalisto naquela noite, vencendo mais uma vez devido a distração de Baron Corbin. No entanto, Ziggler saiu e atacou Miz. Mais tarde, o gerente geral Daniel Bryan anunciou que Miz defenderia seu título contra Ziggler em uma luta de escadas no TLC.
No SmackDown de 2 de agosto, Kalisto foi lesionado por Baron Corbin. Ele retornou no SmackDown de 8 de novembro e enfrentou Corbin. Durante uma luta entre os dois, Kalisto lesionou o joelho de Corbin, impedindo que este competisse no Survivor Series.  Ainda neste evento, Kalisto recebeu a oportunidade de lutar contra Brian Kendrick pelo Campeonato dos Pesos-Médios, entretanto, Corbin interferiu e causou sua desqualificação. No SmackDown seguinte, Kalisto recebeu a chance de lutar pelo Campeonato Intercontinental de The Miz, mas perdeu por conta de uma nova distração de Corbin, que em seguida o atacou. Por interferir nas duas lutas de Kalisto, Corbin foi castigado e programado para enfrentar Kane; durante o combate, Kalisto revidou os ataques. Depois, no Talking Smack, uma luta de cadeiras entre os dois foi marcada para o TLC.
A campeã feminina do SmackDown Becky Lynch estava originalmente programada para defender seu título contra Alexa Bliss no No Mercy, mas devido a uma lesão, ela foi incapaz de lutar e o combate foi remarcado para o SmackDown de 8 de novembro. Becky venceu por finalização, apesar de Alexa ter colocado o pé na corda. No SmackDown de 22 de novembro, Alexa exigiu uma revanche, que Becky a concedeu para o TLC. Na semana seguinte, durante a assinatura do contrato, Becky atacou Alexa mas acabou por ser jogada em uma mesa. A pedido de Alexa, o combate foi transformado em uma luta de mesas.
No SmackDown de 22 de novembro, os American Alpha (Chad Gable e Jason Jordan) se tornaram nos desafiantes ao Campeonato de Duplas do SmackDown ao vencer uma luta tag team turmoil. No entanto, a Wyatt Family (Bray Wyatt e Randy Orton), que havia vencido a luta Survivor Series 10-contra-10 de eliminação pelo SmackDown no Survivor Series imediatamente contestou os American Alpha para uma luta na semana seguinte que determinaria os desafiantes ao título. No SmackDown de 29 de novembro, Wyatt e Orton derrotaram os American Alpha para se tornarem nos novos desafiantes.
No SummerSlam, Nikki Bella retornou de uma lesão e juntou-se a Natalya e Alexa Bliss para substituir Eva Marie, que havia sido suspensa, contra Becky Lynch, Carmella e Naomi. Nikki ganhou a luta para sua equipe finalizando Carmella. No SmackDown seguinte, Carmella atacou Nikki, começando uma longa rivalidade entre as duas. No Survivor Series, Nikki foi a capitã da equipe, que incluía Carmella, para a luta Survivor Series de eliminação feminina, mas ficou fora da luta, devido a um ataque nos bastidores. No SmackDown de 22 de novembro, Nikki acusou Carmella de tê-la atacado, mas Carmella negou. Nikki acrescentou que, independente de quem a atacou, ela iria resolver suas diferenças com Carmella no TLC em uma luta sem desqualificações.

## Resultados
| Nº                                          | Resultados | Estipulações                                                    | Tempo |
| ------------------------------------------- | --- | --------------------------------------------------------------- | ----- |
| Pré- show                                   | Apollo Crews, American Alpha (Chad Gable e Jason Jordan) e The Hype Bros (Zack Ryder e Mojo Rawley) derrotaram Curt Hawkins, The Vaudevillains (Simon Gotch e Aiden English) e The Ascension (Konnor e Viktor) | Luta de quintetos                                               | 11:55 |
| 1                                           | The Wyatt Family (Bray Wyatt e Randy Orton) (com Luke Harper) derrotou Heath Slater e Rhyno (c) | Luta de duplas pelo Campeonato de Duplas do SmackDown           | 5:55  |
| 2                                           | Nikki Bella derrotou Carmella | Luta sem desqualificações                                       | 8:00  |
| 3                                           | The Miz (c) (com Maryse) derrotou Dolph Ziggler | Luta de escadas pelo Campeonato Intercontinental da WWE         | 25:00 |
| 4                                           | Baron Corbin derrotou Kalisto | Luta de cadeiras                                                | 13:00 |
| 5                                           | Alexa Bliss derrotou Becky Lynch (c) | Luta de mesas pelo Campeonato Feminino do SmackDown             | 15:10 |
| 6                                           | AJ Styles (c) derrotou Dean Ambrose | Luta Tables, Ladders, and Chairs pelo Campeonato Mundial da WWE | 31:03 |
| (c) – Refere-se aos campeões antes da luta. | |                                                                 |       |